# Tánais

O rio Tanais e a colónia grega do mesmo nome, junto com outras colónias gregas da costa norte do mar Negro

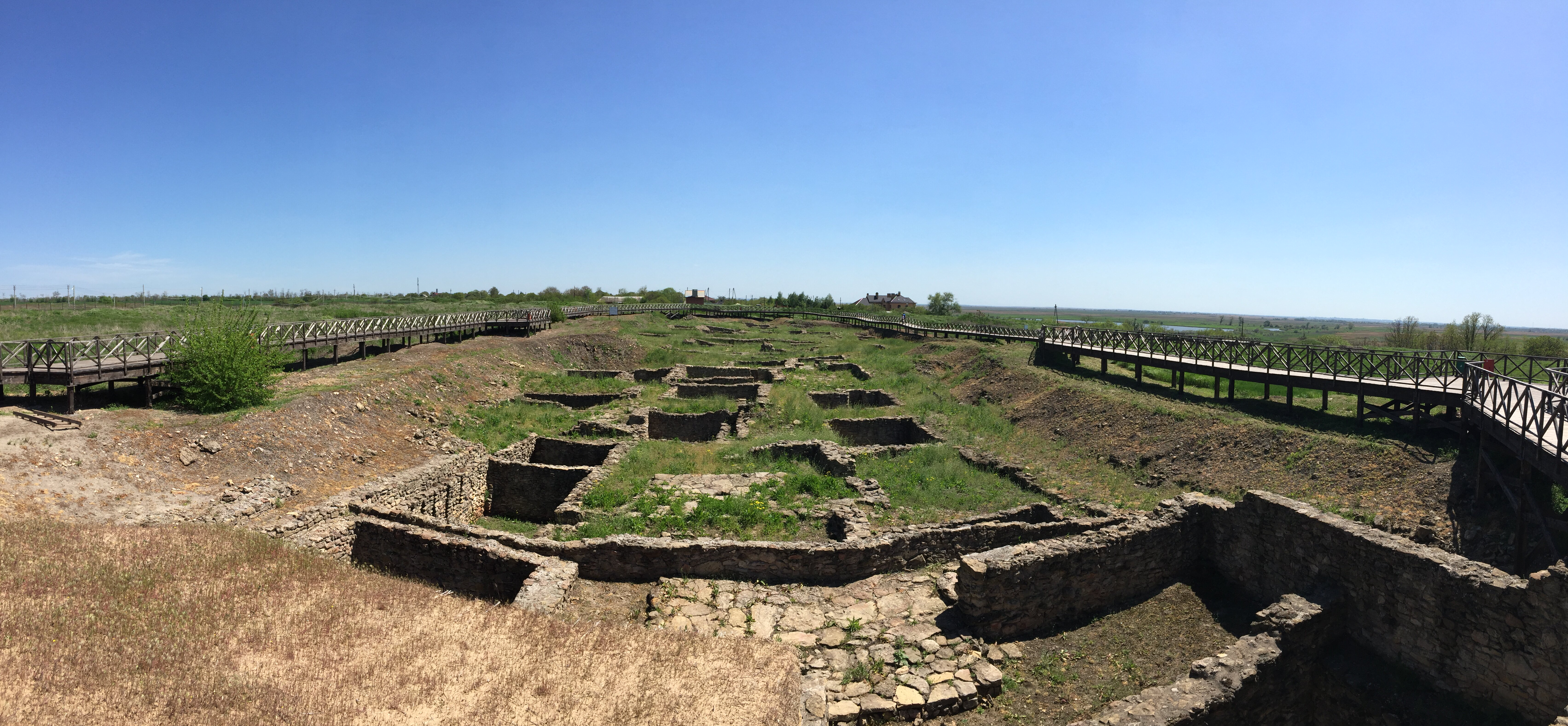

Tánais (em grego clássico: Τάναϊς) era o nome dado pelos gregos antigos ao atual rio Dom, no território da Rússia. O geógrafo Estrabão, na sua obra Geografia, considerava-o como fronteira entre a Europa e a Ásia.
Na Antiguidade, Tánais era também o nome de uma cidade colonial no delta do rio, a atual Nedvigovka, situada nos pântanos da parte nordeste do mar de Azov, que os gregos chamava de "Lago Meótis". O sítio antigo de Tánais está a cerca de 30 quilômetros a oeste da moderna Rostóvia do Dom. A parte central fica num pequeno planalto, cuja parte sul se eleva a cerca de 20 metros sobre o resto. Limita com um vale natural a leste, e um canal artificial a oeste.

## História
O sítio de Tánais foi ocupado em tempos muito antigos, tendo sido fundado pelos milésios em 328-327 a.C., e permaneceu cidade independente que dominava tribos meotas da região. A necrópole com 300 sepulturas demonstra que o local fora ocupado já desde a Idade do Bronze, continuando a sê-lo durante a colonização grega.
Na época dos reis do Bósforo Fárnaces II e Asandro (r. 63–37 a.C.), foi dependente do Reino do Bósforo, mas sublevou-se na época de Polemão I do Ponto e foi destruída. 
Os comerciantes gregos parecem ter sido nómadas no século VII a.C. sem um assentamento formal e permanente. As colónias da Antiga Grécia tinham duas classes de origens, a apoikiai, os cidadãos da cidade-estado mãe, e a empória. Fundada no século III a.C., pelos mercadores de Mileto, Tanais desenvolver-se-ia rapidamente na extensão do mais longínquo nordeste, em relação à esfera cultural helénica, inicialmente posto natural de comércio com as estepes do Altai e Cítia e em segundo lugar para o comércio no mar Negro com os restantes portos gregos, e também para o comércio do norte, das peles e escravos.
O local era governado por um arconte, e ficava no limite oriental do Reino do Bósforo. Tánais foi devastada em 330 pelos godos, mas o local esteve ocupado permanentemente até à segunda metade do século V.